# Łukomierz
Łukomierz (prononciation [wuˈkɔmjɛʂ]) est un village de la gmina de Siemkowice, du powiat de Pajęczno, dans la voïvodie de Łódź, situé dans le centre de la Pologne.
Il se situe à environ 3 kilomètres au nord-est de Siemkowice (siège de la gmina), 10 kilomètres au nord-ouest de Pajęczno (siège du powiat) et 74 kilomètres au sud-ouest de Łódź (capitale de la voïvodie).
Sa population s'élevait à 174 habitants en 2011.

## Administration
De 1975 à 1998, le village était attaché administrativement à l'ancienne voïvodie de Sieradz.

Depuis 1999, il fait partie de la nouvelle voïvodie de Łódź.